# 2MASS J14400180+0021457
2MASS J14400180+0021457 ist ein Brauner Zwerg im Sternbild Jungfrau. Er wurde 2000 von Suzanne L. Hawley et al. entdeckt.
Er gehört der Spektralklasse L1 an. Seine Position verschiebt sich aufgrund seiner Eigenbewegung jährlich um 0,08249 Bogensekunden. 